# ペネトレーションテスト
ペネトレーションテスト
- ネットワークに接続されているコンピュータシステムに対し、実際に既知の技術を用いて侵入を試みることで、システムに脆弱性がないかどうかテストする手法のこと。侵入実験または侵入テストとも言われる。[1]
- 日本国外において、防弾ベスト製造会社、銃器メーカーや警察特殊部隊、軍隊などで用いられる用語。防弾ベストに対して弾丸を発射し、弾が貫通しない事を確認するペネトレーションテスト。銃自体の貫通力をハイペネトレーションと言う。警察特殊部隊などで、室内においてハイペネトレーションな銃器を持つと、近距離ゆえに容疑者が着用している防弾ベストを貫通してしまう、オーバーペネトレーションを引き起こす。

本項では、ネットワークにおけるペネトレーションテストについて詳述する。

## 概要
ネットワークに接続されているコンピュータシステムは常に外部からの攻撃の危険を孕んでおり、実際に攻撃された場合はどのようにシステムが乗っ取られるのか、侵入に対してどこまでセキュリティツールが耐えうるのか、など実際にシステムが稼動する前に幅広いテストを行う。

## ペネトレーションCD
個人レベルでもペネトレーションテストを行えるLinuxベースのLive CDが存在する。
- Kali Linux - BackTrack Linuxの後継
- BackTrack Linux
- Whoppix - Whaxに名称変更の後、BackTrack Linuxに統合、
- BlackArch Linux - Arch Linuxをベースとしたもの。
- Knoppix-STD
- PHLAK
- Parrot Security OS

## ペネトレーションテストソフトウェア
- Metasploit Rapid7により開発・提供

## 資格
ペネトレーションテスト関連の資格として以下のものがある：
| 資格名                                           | 主催               | 公式サイト                                                        |
| ------------------------------------------------ | ------------------ | ----------------------------------------------------------------- |
| Certified Ethical Hacker(CEH)                    | EC-Council         | “Certfied Ethical Hacker”. 2018年10月22日閲覧。                   |
| CompTIA PenTest+                                 | CompTIA            | “CompTIA PenTest+”. 2021年7月22日閲覧。                           |
| Offensive Security Certified Professional(OSCP)  | Offensive Security | “Offensive Security Certified Professional”. 2018年10月22日閲覧。 |
| Global Information Assurance Certification(GIAC) | SANS Institute     | “GIAC”. 2018年10月22日閲覧。                                      |